# Ansan, Gers
Ansan är en kommun i departementet Gers i regionen Occitanien i sydvästra Frankrike. Kommunen ligger i kantonen Gimont som tillhör arrondissementet Auch. År 2022 hade Ansan 74 invånare.

## Befolkningsutveckling
Antalet invånare i kommunen Ansan
Referens:INSEE